# Gennadij Ivanovič Nevel'skoj
Gennadij Ivanovič Nevel'skoj, in russo Геннадий Иванович Невельской? (Drakino, 5 dicembre 1813 – San Pietroburgo, 29 aprile 1876), è stato un navigatore ed esploratore russo.
Nel 1848 Nevel'skoj partì per una grande esplorazione delle terre dell'Estremo Oriente Russo, spingendosi fino alle foci dell'Amur e all'isola di Sachalin; fondò numerosi insediamenti, alcuni dei quali crebbero, trasformandosi in città e assumendo ruoli di importanza regionale: fra le principali, Nikolaevsk-na-Amure, fondata nell'agosto 1850 alle foci dell'Amur e Korsakov, fondata nel 1853 nella parte meridionale dell'isola di Sachalin.
In suo onore venne battezzato stretto di Nevel'skoj la parte settentrionale, più stretta, del braccio di mare conosciuto come Stretto dei Tartari, che separa Sachalin dal continente.